# 2010 en photographie
| Années de la photographie : 2007 - 2008 - 2009 - 2010 - 2011 - 2012 - 2013    |
| Décennies de la photographie : 1980 - 1990 - 2000 - 2010 - 2020 - 2030 - 2040 |

Cet article présente les faits marquants de l'année 2010 en photographie.

## Événements
- Ouverture du musée Espace Quai 1 à Vevey en Suisse.
- Ouverture du musée Fotografiska à Stockholm en Suède.
- 6 avril : Le tribunal de commerce de Paris attribue à François Lochon, ancien photographe et ancien propriétaire de l'agence Gamma, la reprise du groupe Eyedea (Gamma, Rapho, Keystone, etc.) en redressement judiciaire depuis juillet 2009. Celui-ci crée une nouvelle société, dénommée « Gamma-Rapho » afin de relancer l'activité des anciennes agences du groupe Eyedea, dont la liquidation judiciaire est prononcée[1].
- Liquidation judiciaire de l'agence photographique Corbis-Sygma[2].
- novembre : un tirage de Dovima with elephants de Richard Avedon est adjugé 841 000 euros chez Christie's à Paris, devenant ainsi la photographie de mode la plus chère de l'histoire[3].
- 15 décembre : John Maloof organise une première exposition consacrée à la vie et l'œuvre de Vivian Maier intitulée Finding Vivian Maier au Chicago Cultural Center, qui rencontre un succès immédiat et déclenche la reconnaissance et la notoriété de la photographe franco-américaine dans le monde entier.

## Livres de photographies
- Michael Wolf, Tokyo Compression, texte de Christian Schüle, 112 pages, 75 illustrations couleur, Peperoni Books, Berlin •  (ISBN 978-3-94182-508-6) [4] ,[5]

## Expositions
- 20 janvier - 29 mai : Izis, Paris des rêves, Hôtel de ville de Paris.
- 3 février - 4 avril : Elliott Erwitt, Personal Best, Maison européenne de la photographie, Paris.
- 10 février - 4 juillet : L'impossible photographie : prisons parisiennes, 1851-2010, Musée Carnavalet, Paris[6].
- 18 février - 2 mai : Éloge du négatif : les débuts de la photographie sur papier en Italie, 1846-1862, Petit Palais, Paris[7].

puis 10 septembre - 24 octobre 2010 : Museo nazionale Alinari della fotografia (it), Florence.
- 6 mars - 6 juin : Sally Mann, Musée de l'Élysée, Lausanne[8].
- 10 avril - 18 juillet : Eadweard Muybridge, Corcoran Gallery of Art, Washington

puis : 8 septembre 2010 - 16 janvier 2011 Tate Britain, Londres ; 26 février 2011 - 7 juin 2011, Museum of modern art, San Francisco.
- 11 avril - 28 juin : Henri Cartier-Bresson: The Modern Century, Museum of Modern Art (MoMA), New York[10],[11].
- 12 avril - 6 juin : Irving Penn, portraits, National Portrait Gallery, Londres[12].
- 16 avril - 22 août : Willy Ronis. Une poétique de l'engagement, Musée de la Monnaie de Paris.
- 9 juin - 19 septembre : Heinrich Kühn. Die vollkommene Fotografie, Albertina, Vienne, Autriche

puis 6 octobre 2010 - 24 janvier 2011 : Heinrich Kühn, la photographie parfaite, Musée de l'Orangerie, Paris,.
- 15 juillet - 24 octobre : Camille Silvy, Photograph of Modern Life, National Portrait Gallery, Londres, en association avec le Jeu de paume, Paris (exposition hors les murs)[15],[16].
- 7 septembre - 8 novembre : La mémoire des lieux. Le paysage dans la photographie primitive (1840-1870), Musée d'Orsay, Paris[17].
- 25 septembre - 17 janvier 2011 : Lewis Baltz, Prototypes/Ronde de Nuit, Art Institute of Chicago.
- 28 septembre - 6 février 2011 : André Kertész, Galerie nationale du Jeu de paume, Paris[18],[19].
- 19 octobre 2010 - 16 janvier 2011 : Primitifs de la photographie : le calotype en France, 1843-1860, Bibliothèque nationale de France, Galerie Mansart, Paris, exposition organisée en partenariat avec la Société française de photographie[20],[21].
- 31 octobre - 30 janvier 2011 : The Pre-Raphaelite Lens: British Photography and Painting, 1848–1875, National Gallery of Art, Washington[22]

puis 8 mars - 29 mai 2011 : Une ballade d'amour et de mort : photographie préraphaélite en Grande Bretagne, 1848-1875, Musée d'Orsay, Paris
- 18 novembre - 13 mars 2011 : Photo Femmes Féminisme 1860-2000 : collection de la Bibliothèque Marguerite Durand, Galerie des bibliothèques, Paris, dans le cadre du Mois de la photo[24].

photographies de Germaine Krull, Laure Albin Guillot, Berenice Abbott, Gisèle Freund, Yvonne Chevalier, Édith Gérin, Sabine Weiss, Margaret Bourke-White, Janine Niépce, Irina Ionesco.
- novembre : 55 ans de photographie à travers le prix Niépce, Galerie du Montparnasse (1955-1982) et Musée du Montparnasse (1983-2010), dans le cadre du Mois de la photo à Paris.
- 15 décembre 2010 - 28 janvier 2011 : Vivian Maier : Finding Vivian Maier, photographies de la collection de John Maloof, Chicago Cultural Center, Chicago

## Festivals et congrès photographiques

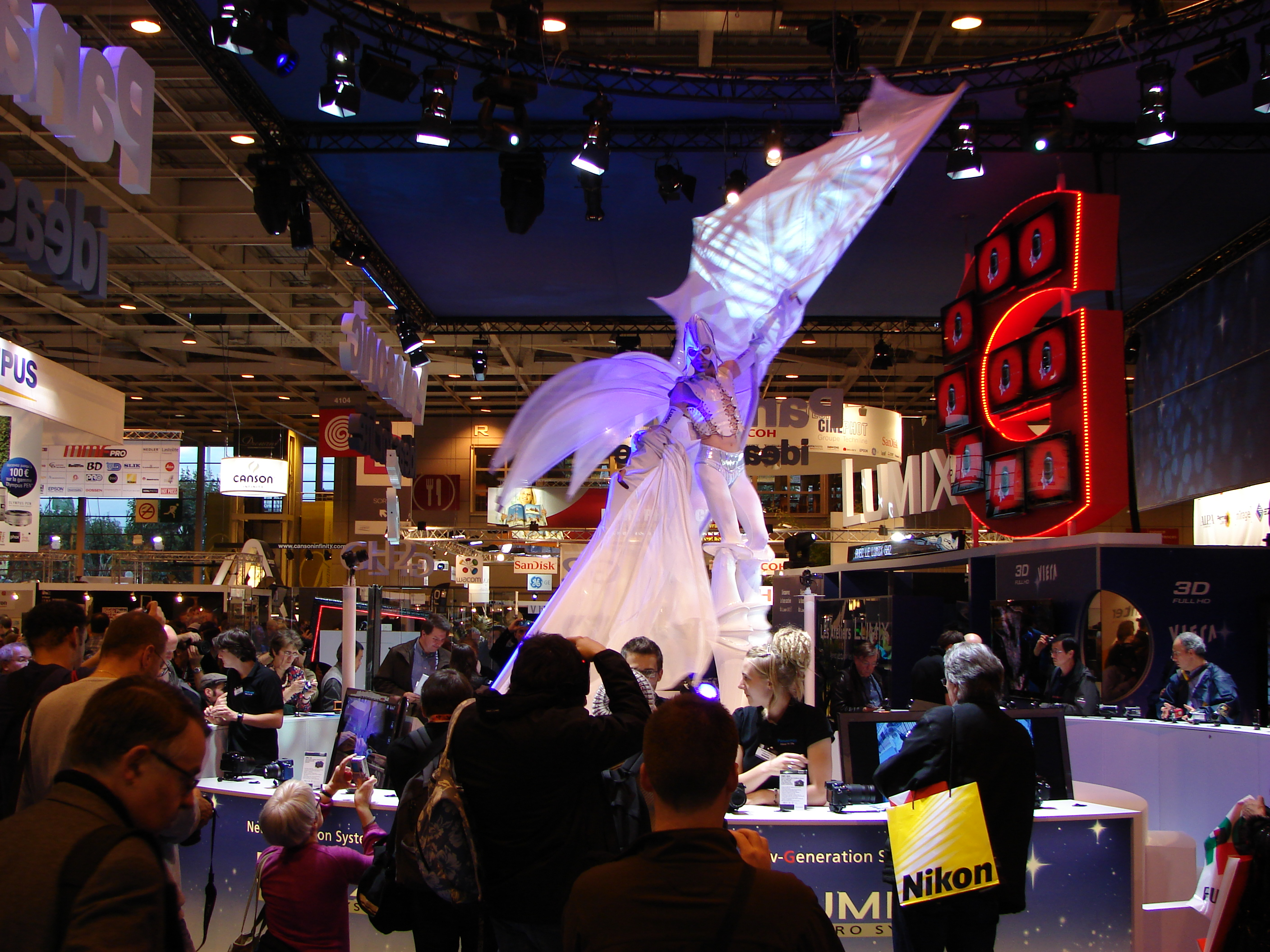
Salon de la photo à Paris en 2010

- avril - mai : 8e édition de la Photobiennale de Moscou[25].
- 13 - 15 mai 2010 : 108e congrès de la Fédération photographique de France à Saint-Mitre-les-Remparts.
- 19 mai - 20 juin : 10e édition des Transphotographiques de Lille sur le thème Une seconde nature[26].
- 3 juillet - 19 septembre : 41es Rencontres de la photographie d'Arles.
- 1er - 8 août : 30e congrès de la Fédération internationale de l'art photographique à Hanoï.
- 28 août - 12 septembre : Visa pour l'image à Perpignan.
- 4 - 26 septembre 2010 : 2e édition du Festival Images Vevey • Biennale des arts visuels, Vevey, Suisse[27].
- 21 - 26 septembre : photokina, Cologne.
- novembre : Mois de la photo, Paris.
- 4 - 8 novembre : Salon de la photo, Paris.
- 18 - 21 novembre : 14e Festival international de la photo animalière et de nature de Montier-en-Der.

## Prix et récompenses
- World Press Photo de l'année : Jodi Bieber.
- Prix Niépce : Jean-Christian Bourcart.
- Prix Nadar : Jean Gaumy, D'après nature, Paris, éditions Xavier Barral, 2010, 100 p.  (ISBN 978-2-915173-58-1).
- Prix Arcimboldo : Muriel Bordier.
- Prix Marc Ladreit de Lacharrière – Académie des beaux-arts : Marion Poussier pour son projet Famille[28].
- Prix HSBC pour la photographie : Laurent Hopp et le duo Brodbeck & de Barbuat (Simon Brodbeck et Lucie de Barbuat).
- Prix Bayeux-Calvados des correspondants de guerre : Véronique de Viguerie (Getty Images pour Paris Match).
- Grand prix Paris Match du photojournalisme : Olivier Laban-Mattei.
- Prix Carmignac du photojournalisme à Massimo Berruti.
- Prix Roger-Pic : Philippe Marinig pour sa série intitulée O Sumo San.
- Prix Pierre et Alexandra Boulat : Lizzie Sadin, pour « Terre promise, femme promise » sur La traite des femmes et des adolescentes victimes du trafic d'êtres humains en Israël.
- Bourse Canon de la femme photojournaliste : Martina Bacigalupo.
- Prix Picto de la jeune photographie de mode : Isabelle Chapuis.
- Prix Tremplin Photo de l'EMI : Adrien Matton.
- Prix Voies Off : Lisa Wiltse.

- Prix Erich-Salomon : Michael von Graffenried.
- Prix culturel de la Société allemande de photographie : Stephen Shore
- Prix Oskar-Barnack : Jens Olof Lasthein.
- Leica Newcomer Award : Andy Spyra (Allemagne), pour sa série Kashmir.
- Prix Hansel-Mieth : Marcus Bleasdale (photo) et Andrea Böhm (texte).

- Prix Paul-Émile-Borduas : Bill Vazan.
- Prix du duc et de la duchesse d'York : Michel Campeau.

- Prix national de la photographie (Espagne) à José Manuel Ballester.

- Prix Ansel-Adams : Chris Jordan.
- Prix W. Eugene Smith : Darcy Padilla.
- Prix Pulitzer
  - Prix Pulitzer de la photographie d'article de fond (Feature Photography) : Craig F. Walker du The Denver Post pour son reportage sur un adolescent s'engageant dans l'armée en Irak[29].
  - Prix Pulitzer de la photographie d'actualité (Breaking News) : Mary Chind-Willie du The Des Moines Register, pour sa photographie où un sauveteur tente de secourir une femme coincée par les eaux[30].
- Prix Robert Capa Gold Medal : Agnès Dherbeys.
- Prix Inge-Morath : Lurdes Basoli et Claire Martin.

- Infinity Awards :

- Prix pour l'œuvre d'une vie : John G. Morris.
- Prix Cornell-Capa : Peter Magubane
- Prix de la publication Infinity Award : Sarah Greenough, Looking In: Robert Frank's "The Americans", Washington, National Galleray of Art, 2009, 506 p.  (ISBN 9783865218063).
- Infinity Award du photojournalisme : Reza.
- Infinity Award for Art : Lorna Simpson.
- Prix de la photographie appliquée à Daniele Tamagni.

- Prix Arnold-Newman pour les nouvelles orientations du portrait photographique : Emily Schiffer.

- Prix Higashikawa :

- Photographe japonais : Keizō Kitajima
- Photographe étranger : Chin-pao Chen
- Photographe espoir : Osamu James Nakagawa
- Prix spécial : Yoshihiro Hagiwara
- Prix Hidano Kazuemon : Ichirō Kojima.

- Prix Kimura Ihei : Eiko Arizono.
- Prix Ken-Domon : Ryūichirō Suzuki.
- : Prix Ina-Nobuo : Hitoshi Fugo.

- Centenary Medal de la Royal Photographic Society : Albert Watson.

- Prix international de la Fondation Hasselblad : Sophie Calle[31].
- Prix suédois du livre photographique : Hannah Modigh, Hillbilly Heroin, Honey, Stockholm, 2010, 172 p.  (ISBN 9789197696609)
- Prix Lennart-Nilsson : Kenneth Libbrecht du California Institute of Technology.

- Prix Pictet : non décerné.

## Décès
- 11 janvier : Dennis Stock, photographe américain, membre depuis 1951 de l'agence Magnum Photos, né le 24 juillet 1928.
- 13 février : Werner Forman, photographe tchèque, mort le 13 janvier 1921.
- 27 février : Anna Fárová, historienne de l'art, spécialiste de l'histoire de la photographie, et photographe franco-tchèque, née le 1er juin 1928.
- 24 mars : Jim Marshall, photographe américain spécialisé dans la photographie de musique, né le 3 février 1936.
- 2 avril : Champlain Marcil,  photojournaliste canadien, photographe du quotidien Le Droit de 1947 à 1969, né le 1er juin 1920.
- 12 avril : Běla Kolářová, photographe et artiste visuelle tchèque, née le 24 mars 1923.
- 16 avril : Balthasar Burkhard, photographe suisse, connu notamment pour ses séries photographiques monochromatiques de grand-format, né le 24 décembre 1944.
- 3 mai : Hideki Fujii, photographe japonais, né le 28 août 1934.
- 31 mai : Brian Duffy, photographe de mode et portraitiste anglais, né le 15 juin 1933.
- 3 juin : John Hedgecoe, photographe et professeur d'université britannique, fondateur de la chaire de photographie au Royal College of Art à Londres, né le 24 mars 1932.
- 9 juin : Claude Sauvageot, photographe français, lauréat du prix Niépce en 1968, né en 1935.
- 31 octobre : Heinrich Riebesehl, photographe allemand, né le 9 janvier 1938.
- 1er novembre : Sibylle Bergemann, photographe allemande, née le 29 août 1941.
- 9 décembre : Frank Plicka, photographe australien d’origine tchèque, mort le 11 juin 1926.

## Célébrations
Centenaire de naissance
- Ingeborg de Beausacq
- Pierre Joseph Dannes
- Edgar de Evia
- Édith Gérin
- Madame Hermann
- Lucien Hervé
- Pierre Jamet
- Rose Nadau
- André Papillon
- Willy Ronis
- Henryk Ross
- Louise Rosskam
- Julius Shulman
- Gerda Taro
- Marion Post Wolcott
- Robert Thuillier
- Leonid Dorenski
- Harry Meerson

Centenaire de décès
- Tomaso Burato
- Nadar
- Charles Nouette
- Alfred Perlat
- Claude-Joseph Portier
- Armand Henry Prillot
- Esaki Reiji
- Julius Shulman
- Camille Silvy
- Eugène Trutat
- Margaret Matilda White

Bicentenaire de naissance
- Emilie Bieber
- Camille Dolard
- Carl Durheim
- Amélie Guillot-Saguez
- Ferdinand Joubert
- John Dillwyn Llewelyn
- Fílippos Margarítis
- Henri Victor Regnault
- Pierre-Ambroise Richebourg
- Louis-Rémy Robert